# Pavel Semënovič Rybalko
Pavel Semënovič Rybalko (in russo Павел Семёнович Рыбалко?, in ucraino Рибалко Павло Семенович?, Pavlo Semenovyč Rybalko; Lebedin, 4 novembre 1894, 23 ottobre del calendario giuliano – Mosca, 28 agosto 1948) è stato un generale sovietico, comandante in capo della famosa 3ª Armata corazzata della Guardia dell'Armata Rossa durante la maggior parte della seconda guerra mondiale.
Comandò con determinazione ed energia questa potente formazione mobile, guidandola, pur con alcuni costosi insuccessi, in quasi tutte le grandi vittorie sovietiche della seconda parte della grande guerra patriottica. La marcia della 3ª Armata corazzata della Guardia e del generale Rybalko terminò vittoriosamente con la battaglia di Berlino e l'offensiva di Praga.
Pavel Rybalko, nominato maresciallo delle truppe corazzate dell'URSS e due volte insignito del titolo di eroe dell'Unione Sovietica, viene considerato da molti storici militari anche occidentali, uno dei più abili generali di formazioni meccanizzate dell'Armata Rossa e di tutta la seconda guerra mondiale, accanto a nomi prestigiosi come Heinz Guderian e George Patton.

## Gli inizi

### Prima guerra mondiale e guerra contro i Bianchi
Pavel Semënovič Rybalko era nato in una povera famiglia (il padre era operaio in uno zuccherificio) in un villaggio ucraino vicino Lebedin; già all'età di 13 anni divenne apprendista tornitore. Durante la prima guerra mondiale combatté come soldato semplice con valore e ricevette la Croce di San Giorgio. Allo scoppio della Rivoluzione russa entrò prima nelle Guardie Rosse e poi (nel gennaio 1919) nella nuova Armata Rossa. Tra il 1918 e il 1920 avrebbe preso parte attiva alla Guerra Civile nella famosa 1ª Armata a cavallo del generale Semën Budënnyj come commissario politico e comandante dell'80º Reggimento di cavalleria della 14ª Divisione di cavalleria. Costantemente in azione, venne ferito in cinque anni di guerra per 14 volte e si mise in evidenza combattendo i Bianchi a Rostov sul Don, le bande di Nestor Machno, le truppe di Vrangel' in Crimea ed i polacchi durante la Guerra sovietico-polacca.
A partire dal 1926 Rybalko incominciò studi militari sistematici prima nei corsi per i quadri di comando e quindi nell'Accademia Militare Frunze di Mosca dove si diplomò nel 1934. All'inizio della seconda guerra mondiale Rybalko era addetto militare dell'Ambasciata sovietica a Varsavia e quindi osservò direttamente le caratteristiche della nuova Guerra lampo tedesca.

### L'inizio della Seconda guerra mondiale
Nel 1940, in conseguenza dei massicci ricambi nei quadri dell'Armata Rossa a seguito dei fallimenti nella guerra con la Finlandia e anche delle purghe staliniane della fine degli anni trenta, Rybalko venne promosso maggior generale e inviato alla Scuola Truppe Corazzate di Kazan' come istruttore. In questo ruolo egli avrebbe sviluppato in profondità la conoscenza tecnica e operativa dei carri armati e della nuova guerra meccanizzata moderna (secondo le teorie del generali tedesco Heinz Guderian) e la dottrina delle "Operazioni in profondità" sviluppata dai generali sovietici Vladimir Triandafillov e Michail Tuchačevskij, che avrebbe poi messo in pratica nelle dure campagne di guerra del fronte orientale. L'attacco tedesco del 22 giugno 1941 lo trovò quindi impegnato in questa attività di istruzione a Kazan' dove sarebbe rimasto fino al maggio 1942, evitando tutte le demoralizzanti e sanguinose battaglie della prima fase della guerra disastrosa per i russi.
Grazie anche al sostegno e all'amicizia di alcune influenti personalità (tra cui il generale Andrej Erëmenko), finalmente Rybalko ottenne nella primavera 1942 un incarico operativo per partecipare attivamente alla difesa dell'Unione Sovietica, prima come vicecomandante della nuova 3ª Armata corazzata e poi, in giugno, come comandante in capo della 5ª Armata corazzata che aveva appena subito una dura sconfitta sul fronte di Voronež contro le Panzer-Division, perdendo anche il suo comandante, generale Lyzjukov. Iniziava la tumultuosa carriera del generale con le forze corazzate dell'Armata Rossa.

## Vittorie e sconfitte

### La 3ª Armata corazzata
A settembre 1942, Rybalko ebbe una nuova assegnazione, ritornando, questa volta come comandante in capo, alla 3ª Armata corazzata che da quel momento avrebbe guidato in decine di battaglie, tra fasi vittoriose ed amare delusioni, fino alla vittoria finale. Alla testa di questa formazione, che presto avrebbe ottenuto da Stalin il titolo onorifico "della Guardia" per il suo valoroso comportamento e che alla fine della guerra sarebbe stata considerata l'Armata corazzata più famosa e potente dell'Esercito sovietico, il generale Rybalko fece mostra delle qualità di comando e delle caratteristiche di personalità che lo avrebbero sempre caratterizzato.
Basso di statura, dalla solida corporatura, la testa completamente calva, una lunga cicatrice su una guancia per una ferita da arma bianca durante la guerra civile, Rybalko aveva un atteggiamento molto risoluto e combattivo; diretto e a volte brutale nella conversazione, era anche competente sugli aspetti tecnici e operativi del suo ruolo di comandante di unità corazzate. Tenace e combattivo, impenetrabile allo scoraggiamento, subì le disfatte, a volte causate dalla sua eccessiva temerarietà, con fermezza e riuscì ad ottenere alcune vittorie anche in situazioni apparentemente molto difficili. Nonostante a volte fosse troppo spericolato, grazie alle sue tecniche operative aggressive e sorprendenti, soprattutto nell'effettuazione di rapidi spostamenti strategici dei carri armati con velocità e nel massimo segreto, le sue unità erano temute e rispettate dagli avversari.
I suoi famosi comandanti subordinati, che avrebbero continuato nel dopo-guerra brillanti carriere nell'Esercito, svilupparono, grazie anche alle sue tecniche di comando e di condotta delle operazioni, notevoli capacità operative ed indipendenza nella condotta delle manovre corazzate, ottenendo spesso brillanti risultati. Tra i subordinati di Rybalko si contarono numerosi ufficiali onorati, anche più volte, con il titolo di Eroe dell'Unione Sovietica: famosi furono I. I. Jakubovskij (in seguito Comandante in capo delle forze del Patto di Varsavia), Zakhar Slyusarenko, David Dragunskij, Vasilij Archipov, Vasilij Kopcov (che sarebbe morto nella terza battaglia di Char'kov), M. I. Zinkevič.
Sotto la guida del generale Rybalko e con ufficiali esperti e efficienti, la 3ª Armata corazzata cominciava nel gennaio 1943, dopo una prima deludente e costosa operazione nel settembre 1942 a Kozelsk, la sua lunga, difficoltosa ma infine vittoriosa campagna di guerra.

### Da Rossoš a Kiev
L'inizio fu molto positivo: dopo un difficile ma riuscito spostamento di sorpresa da Tula alla regione di Kantemirovka, la 3ª Armata corazzata, equipaggiata con 493 mezzi corazzati, impegnò in azione i suoi due corpi corazzati (12º Corpo corazzato del generale Zinkevič e 15º Corpo corazzato del generale Kopcov, che nell'estate 1943 sarebbero stati ridenominati rispettivamente 6º e 7º Corpo corazzato della Guardia) che travolsero nel quadro della Offensiva Ostrogorzk-Rossoš le difese italo-tedesche, seminando il panico nei quartier generali nemici, chiudendo rapidamente la manovra a tenaglia ed accerchiando gran parte delle forze avversarie nel settore del Alto Don.
Sfruttando immediatamente il successo, Rybalko avanzò con i suoi carri armati verso ovest e il 15 febbraio ottenne una nuova prestigiosa vittoria strappando la importante città di Char'kov (dopo una dura lotta) alle truppe scelte tedesche del 2º Panzerkorps Waffen-SS del generale Paul Hausser. Nonostante le pesanti perdite e i segni di esaurimento fisico e organizzativo della sua armata corazzata, dopo quasi due mesi di battaglie e avanzate, Rybalko proseguì ancora (come imposto del resto dai tassativi ordini provenienti dallo Stavka e da Stalin) in direzione di Poltava: il nemico sembrava in ritirata e prossimo al crollo, tutto il settore meridionale sovietico era in movimento verso il Dnepr incurante della rischiosa situazione.

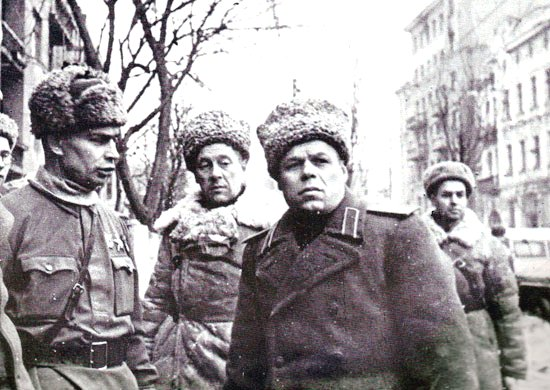
Pavel Rybalko (al centro) insieme ai suoi ufficiali a Char'kov dopo la prima liberazione della città nel febbraio 1943.

In realtà le Panzer-Division tedesche erano in agguato e, dopo aver respinto duramente le forze del fronte Sud-Ovest del generale Nikolaj Vatutin, risalirono verso nord piombando sul fianco delle unità di Rybalko (appartenenti al fronte di Voronez del generale Filipp Golikov); nonostante frenetici tentativi di difesa e una tenace resistenza, l'armata venne battuta e respinta, dalle Waffen-SS desiderose di rivincita, dentro Chark'ov, dove venne accerchiata e decimata (10-15 marzo 1943); solo i resti riuscirono a sfuggire, grazie anche al ostinazione di Rybalko, dietro il Donec alla fine di marzo. L'inverno 1942-43, dopo alcune brillanti vittorie, si concludeva quindi per il generale Rybalko con una sanguinosa e inattesa sconfitta. Ma il generale seppe superare il momento difficile (reso ancor più dolorosa dalla notizia della perdita dell'unico figlio, disperso in azione), mantenne il comando dell'armata (di cui Stalin e l'Alto comando riconoscevano il valore) in ricostruzione e impiegò la primavera e l'inizio dell'estate per riorganizzare e addestrare le sue forze in vista della campagna estiva.
Durante la battaglia di Kursk, la 3ª Armata corazzata di Rybalko rimase inizialmente in riserva; pronta ad intervenire come scaglione di sfruttamento del successo sul fronte del saliente di Orël (cosiddetta operazione Kutuzov). Alla metà di luglio Rybalko passava all'attacco in questo settore del fronte centrale (assegnato al Fronte di Brjansk del generale Markian Popov) ma, impiegato male ed in modo confuso, anche per un intempestivo intervento personale di Stalin, inizialmente non ottenne grandi successi. Violentemente contrattaccata dalle riserve tedesche, l'armata corazzata subì pesanti perdite e guadagnò poco terreno. Mentre altre armate di fanteria liberavano dopo dura lotta Orël, Rybalko venne dirottato sul fronte centrale di Rokossovskij e partecipò nel mese di settembre alla "grande corsa" verso il Dniepr che la sua armata (divenuta il 26 luglio 3ª Armata corazzata "della Guardia" in riconoscimento dei sacrifici e dei risultati raggiunti) raggiunse e superò nella testa di ponte di Bukryn.
Risultò impossibile, a causa della resistenza tedesca, sboccare fuori dalla testa di ponte. La situazione sarebbe stata sbloccata da una delle manovre più riuscite di Rybalko e dei suoi uomini: con una fulminea marcia nel massimo segreto, l'armata venne ritirata dalla testa di ponte, riportata a est del Dnepr, rischierata 150 km più a nord dove riattraversò il grande fiume nella testa di ponte di Ljutež. Da questa posizione Rybalko sferrò il suo attacco il 2 novembre e ottenne una delle sue più importanti vittorie: il 5 novembre 1943 le sue colonne corazzate, dopo aver sorpreso il nemico e aver travolto tutte le resistenze, liberavano la grande capitale ucraina di Kiev.
I carri armati di Rybalko proseguirono ancora l'avanzata e il 7 novembre entrarono a Fastov (importante centro ferroviario di comunicazioni) che difesero dopo un duro scontro con le riserve corazzate tedesche. Il successivo tentativo di Rybalko di insistere verso Žitomir invece non venne coronato da successo, un nuovo concentramento di panzer al comando del generale Hermann Balck contrattaccò la 3ª Armata corazzata della Guardia che subì di nuovo pesanti perdite e fu costretta a ripiegare. Questa volta, comunque, Rybalko riuscì a stabilizzare la situazione e, con l'aiuto di rinforzi, i suoi carri armati fermarono la controffensiva tedesca (30 novembre) e mantennero il possesso di Fastov e della grande testa di ponte di Kiev da cui sarebbero presto ripartiti all'attacco.
Dopo una breve riorganizzazione infatti il generale era di nuovo pronto a riprendere l'offensiva: il 24 dicembre 1943 cominciava la nuova campagna invernale 1943-44 sul teatro meridionale del fronte orientale.

## Le grandi avanzate

### Dai Carpazi alla Vistola
Durante la campagna invernale, caratterizzata da un clima estremamente sfavorevole, Rybalko guidò i suoi carri armati con la consueta energia, prima in direzione nuovamente di Žitomir (che cadde ai primi di gennaio 1944) e poi, dopo una breve pausa imposta dall'esaurimento delle sue forze e da nuovi violenti contrattacchi tedeschi, in direzione di Proskurov durante la grande offensiva del maresciallo Żukov verso i Carpazi. L'accerchiamento della 1ª Armata corazzata tedesca del generale Hans-Valentin Hube non riuscì a Kamenec-Podol'skij (marzo 1944) nonostante gli sforzi della 3ª Armata corazzata della Guardia e delle altre armate corazzate sovietiche, ma alla fine dell'inverno l'Armata Rossa aveva comunque ormai liberato completamente l'Ucraina.
La successiva grande offensiva sovietica dell'estate 1944, vide l'armata del generale Rybalko, equipaggiato con oltre 550 carri armati e semoventi, schierata più a nord (in Volinia) nei ranghi del 1º Fronte Ucraino del maresciallo Ivan Konev. A partire dal 13 luglio 1944, l'offensiva Leopoli-Sandomierz, avrebbe visto ancora in azione i carri armati di Rybalko in alcune spericolate avanzate: l'armata prese parte alla conquista dell'importante città di Leopoli e nella circostanza i suoi corpi corazzati attaccarono contemporaneamente verso ovest - in direzione della Vistola e verso est - in direzione di Leopoli. Nella seconda fase, dopo aver respinto le riserve tedesche, le unità di Rybalko marciarono rapidamente verso la Vistola e conquistarono la testa di ponte di Sandomierz. Venne anche respinto dal 6º Corpo corazzato della Guardia un primo contrattacco tedesco con carri armati Panzer VI Tiger II. Grazie allo slancio di Rybalko e dei suoi uomini l'armata raggiunse in questa campagna i suoi risultati più brillanti. Dopo il consolidamento delle teste di ponte le forze di Rybalko passarono in riserva per essere riorganizzate e rifornite (settembre 1944).

### Invasione della Germania e battaglia di Berlino
L'ultima fase della Grande guerra patriottica ebbe inizio il 12 gennaio 1945 sulla linea della Vistola. L'armata del generale Rybalko, la più potente dello schieramento sovietico con i suoi 925 carri armati e semoventi, venne sempre schierata nel fronte del maresciallo Konev e prese parte alla grande avanzata finale verso il cuore della Germania. Con una riuscita manovra aggirante, dopo il crollo delle difese tedesche, la 3ª Armata corazzata della Guardia riuscì anche a conquistare rapidamente la regione della Slesia impedendo la distruzione degli impianti industriali come richiesto espressamente da Stalin. Quindi i carri armati di Rybalko, a fianco delle altre potenti armate corazzate sovietiche, marciarono sull'Oder dove alla metà di febbraio costituirono teste di ponte per l'attacco su Berlino.
La battaglia finale di Berlino vide quasi una corsa tra i due comandanti rivali Žukov e Konev; nella circostanza le forze di quest'ultimo manovrarono meglio e fin dal primo giorno l'armata di Rybalko, equipaggiata con 632 mezzi corazzati, penetrò in profondità le precarie difese tedesche e avanzò rapidamente per accerchiare Berlino da sud. Energicamente incitato dal maresciallo Konev, Rybalko diresse quindi sulla capitale tedesca da sud e il 21 aprile i suoi carri armati arrivarono per primi nella periferia meridionale della città dove incontrarono peraltro una dura resistenza. Durante la battaglia finale, le forze di Rybalko combatterono per alcuni giorni a fianco delle truppe della 8ª Armata della Guardia del generale Vasilij Čujkov (del fronte di Žukov). Ci furono anche alcuni spiacevoli contrasti tra le truppe dei due fronti accesamente rivali. Su ordine di Stalin, le forze di Konev furono ritirate da Berlino e quindi Rybalko (giunto con i suoi uomini nei pressi del centro della città) ridiresse le sue colonne corazzate a sud per condurre la sua ultima manovra di guerra: l'obiettivo sarebbe stato Praga che venne raggiunta e liberata l'11 maggio 1945, in anticipo sugli americani.
La 3ª Armata corazzata della Guardia e il suo comandante conclusero nella capitale ceca la loro lunga, contrastata ma infine vittoriosa marcia di guerra.
Promosso Maresciallo delle Truppe Corazzate, due volte premiato con il titolo di Eroe dell'Unione Sovietica, Rybalko venne riconosciuto come generale più famoso, esperto e abile delle forze meccanizzate dell'Unione Sovietica e la sua 3ª Armata corazzata della Guardia come una delle unità più celebri e efficienti dell'Armata Rossa. La lunga carriera del tenace e duro Pavel Rybalko, passata tra grandi vittorie ma anche sconfitte, si sarebbe conclusa con la nomina nel 1947 alla testa della Direzione generale delle Truppe corazzate e meccanizzate dell'Armata Rossa. Rybalko morì prematuramente e improvvisamente nel 1948, forse anche a seguito dell'esaurimento causato dalle estenuanti campagne del fronte orientale da lui combattute con grande impegno ed energia.